# 北海道厚真高等学校
北海道厚真高等学校（ほっかいどうあつまこうとうがっこう、Hokkaido Atsuma High School）は、北海道勇払郡厚真町にある公立（道立）の高等学校である。全日制普通科。

## 概要

### 生徒数
- 全校生徒 - 75人
  - 1年生 - 24人
  - 2年生 - 31人
  - 3年生 - 20人

2018年（平成30年）5月1日現在

## 沿革
- 1953年（昭和28年）4月1日 - 北海道厚真高等学校が定時制第2種高等学校普通科として開校する。
- 1954年（昭和29年）4月10日 - 校章を制定する。
- 1977年（昭和52年）4月1日 - 全日制課程普通科を設置する。
- 1980年（昭和55年）3月31日 - 定時制課程を閉課する。
- 1984年（昭和59年）4月1日 - 北海道厚真高等学校を道立に移管する。
- 1995年（平成7年）2月27日 - 平成6年度胆振管内教育実践表彰を受賞する。
- 2003年（平成15年）10月11日 - 創立50周年記念式典を挙行する。
- 2014年（平成26年）1月8日 - 日本赤十字社金色有功章を受章する。
- 2018年（平成30年）4月1日 - 地域連携特例校に指定される。